# Kazachstán na Letních olympijských hrách 2016
Kazachstán na Letních olympijských hrách v roce 2016.

## Medailisté
| Medaile | Jméno                   | Sport    | Soutěž                            |
| ------- | ----------------------- | -------- | --------------------------------- |
| Zlato   | Dmitrij Balandin        | Plavání  | Muži 200 m prsa                   |
| Zlato   | Danijar Jelusinov       | Box      | Muži Lehká střední váha (– 69 kg) |
| Stříbro | Eldos Smetov            | Judo     | Muži 60 kg                        |
| Stříbro | Zhazira Zhapparkul      | Vzpírání | Ženy 69 kg                        |
| Stříbro | Vasiliy Levit           | Box      | Muži Těžká váha (– 91 kg)         |
| Stříbro | Adilbek Niyazymbetov    | Box      | Muži Polotěžká váha (– 81 kg)     |
| Stříbro | Guzel Manyurova         | Zápas    | Ženy volný styl 75 kg             |
| Bronz   | Galbadrachyn Otgonceceg | Judo     | Ženy 48 kg                        |
| Bronz   | Farkhad Kharki          | Vzpírání | Muži 62 kg                        |
| Bronz   | Karina Goricheva        | Vzpírání | Ženy 63 kg                        |
| Bronz   | Denis Ulanov            | Vzpírání | Muži 85 kg                        |
| Bronz   | Olga Rypakovová         | Atletika | Ženy trojskok                     |
| Bronz   | Alexandr Zaichikov      | Vzpírání | Muži 105 kg                       |
| Bronz   | Elmira Syzdykova        | Zápas    | Ženy volný styl 69 kg             |
| Bronz   | Yekaterina Larionova    | Zápas    | Ženy volný styl 63 kg             |
| Bronz   | Ivan Dyčko              | Box      | Muži Super těžká váha (+ 91 kg)   |
| Bronz   | Dariga Šakimova         | Box      | Ženy Střední váha (– 75 kg)       |